# Titan 3E
Titan 3E – amerykańska rakieta nośna budowana przez spółkę Martin Marietta (obecnie Lockheed Martin), a także pierwsza rakieta Titan wyposażona w stopień Centaur, dotychczas używany w rakietach Atlas. Używana była do wysyłania sond międzyplanetarnych.

## Starty
| Data/Godzina (GMT)        | S/N   | S/N     | Ładunek                          | Zdjęcie (opcjonalne) | Ocena          | Komentarz                                          |
| Data/Godzina (GMT)        | Titan | Centaur | Ładunek                          | Zdjęcie (opcjonalne) | Ocena          | Komentarz                                          |
| ------------------------- | ----- | ------- | -------------------------------- | -------------------- | -------------- | -------------------------------------------------- |
| 11 lutego 1974 13:48:02   | 23E-1 | TC-1    | Sphinx, Viking Dynamic Simulator |                      | Start nieudany | Awaria turbopompy ciekłego tlenu w stopniu Centaur |
| 10 grudnia 1974 07:11:02  | 23E-2 | TC-2    | Helios 1                         |                      | Start udany    |                                                    |
| 20 sierpnia 1975 21:22:00 | 23E-4 | TC-4    | Viking 1                         |                      | Start udany    |                                                    |
| 9 września 1975 18:39:00  | 23E-3 | TC-3    | Viking 2                         |                      | Start udany    |                                                    |
| 15 stycznia 1976 05:34:00 | 23E-5 | TC-5    | Helios 2                         |                      | Start udany    |                                                    |
| 20 sierpnia 1977 14:29:44 | 23E-7 | TC-7    | Voyager 2                        |                      | Start udany    |                                                    |
| 5 września 1977 12:56:01  | 23E-6 | TC-6    | Voyager 1                        |                      | Start udany    |                                                    |